# Centris langsdorfii
Centris langsdorfii är en biart som beskrevs av Blanchard 1840. Centris langsdorfii ingår i släktet Centris och familjen långtungebin. Inga underarter finns listade.